# Roc de Farinoles (Lles de Cerdanya)
El Roc de Farinoles és una muntanya de 1.866 metres que es troba entre els municipis del Pont de Bar, a la comarca de l'Alt Urgell i de Lles de Cerdanya, a la comarca de la Baixa Cerdanya.